# Opisthostoma vermiculum
Opisthostoma vermiculum là một loài ốc sên trong họ Diplommatinidae. Đây là loài bản địa Malaysia. Nơi sinh sống của chúng là các vỉa đá vôi nhiệt đới.
Opisthostoma vermiculum đã được chọn là một trong "10 loài mới hàng đầu" được mô tả năm 2008 bởi The International Institute for Species Exploration tại Đại học bang Arizona và hủy ban quốc tế của các nhà phân loại sinh vật.